# Емма Макі
Емма Маргарет Марі Ташар-Макі (англ. Emma Margaret Marie Tachard-Mackey; нар. 4 січня 1996 року, Ле-Ман, Франція) — французько-британська акторка. Здобула популярність завдяки ролі Мейв Вайлі в телесеріалі «Сексуальна освіта» (2019—2023).

## Біографія
Народилася 4 січня 1996 року в Ле-Мані, Франція. Її батько — француз, а мати — англійка. Також має ірландське коріння. Своє дитинство майбутня акторка провела в Сабле-сюр-Сарт, а середню освіту отримала в Нантській академії. 2013 року переїхала до Англії, щоб вивчати англійську мову та літературу в Університеті Лідса, який закінчила 2016 року.
Як акторка дебютувала 2016 року, зігравши в короткометражному фільмі жахів «Борсукова смуга» (англ. Badger_Lane), створеному студентами її університету. 2019 року на Netflix відбулася прем'єра телесеріалу «Сексуальна освіта», де Макі грає роль бунтівної школярки Мейв Вайлі. Разом з головним героєм Отісом (Ейса Баттерфілд) вона відкриває підпільний кабінет секс-терапії для учнів їхньої школи. Ця робота принесла Макі загальне визнання, зокрема номінацію на телепремію БАФТА за найкращу жіночу комедійну роль в 2021 році.
В жовтні 2021 року в широкий кінопрокат вийшов французький незалежний романтичний фільм «Ейфель», де Макі зіграла роль коханої інженера Гюстава Ейфеля, головного проєктувальника названої на його честь вежі. 2019 року акторка також знялася в містичному трилері «Смерть на Нілі», заснованому на однойменному романі Агати Крісті. Прем'єра стрічки спочатку планувалася на жовтень 2020, та через низку перенесень, пов'язаних із пандемією COVID-19, відбулася лише в лютому 2022.
Першою головою роллю Макі стало її втілення англійської письменниці Емілі Бронте, фанаткою якої акторка була ще з дитинства, у біографічному фільмі «Емілі» 2022 року. Наступного року на 76-й церемонії БАФТА Макі перемогла в категорії «Висхідна зірка», а також зіграла у фільмі «Барбі», де виконала роль однієї з подруг головної героїні (Марго Роббі).
У 2026 році зіграє одну з головних ролей, королеву Джадіс, в епічному фентезі «Нарнія: Небіж чаклуна».

## Фільмографія
| Рік         |    | Українська назва      | Оригінальна назва             | Роль                    |
| ----------- | -- | --------------------- | ----------------------------- | ----------------------- |
| 2016        | кф | Борсукова смуга       | Badger Lane                   | Мішель                  |
| 2019 — 2023 | с  | Сексуальна освіта     | Sex Education                 | Мейв Вайлі (32 епізоди) |
| 2020        | кф | Тік                   | Tic                           | Джесс                   |
| 2020        | ф  | Зимове озеро          | The Winter Lake               | Холлі                   |
| 2021        | ф  | Ейфель                | Eiffel                        | Адрієн Бурже            |
| 2022        | ф  | Смерть на Нілі        | Death on the Nile             | Жаклін де Бельфор       |
| 2022        | ф  | Емілі                 | Emily                         | Емілі Бронте            |
| 2023        | ф  | Барбі                 | Barbie                        | Барбі-фізик             |
| 2025        | ф  | Гаряче молоко         | Hot Milk                      | Софія                   |
| 2025        | ф  | Альфа                 | Alpha                         | медсестра               |
| 2025        | ф  | Елла Маккей           | Ella McCay                    | Елла Маккей             |
| 2026        | ф  | Нарнія: Небіж чаклуна | Narnia: The Magician's Nephew | королева Джадіс         |

## Нагороди та номінації
| Рік  | Нагорода                             | Категорія                      | Робота            | Результат | Пос.   |
| ---- | ------------------------------------ | ------------------------------ | ----------------- | --------- | ------ |
| 2021 | Премія БАФТА у телебаченні           | Найкраща жіноча комедійна роль | Сексуальна освіта | Номінація | [ 22 ] |
| 2022 | National Comedy Awards               | Видатна комедійна акторка      | Сексуальна освіта | Перемога  | [ 23 ] |
| 2022 | Премія британського незалежного кіно | Найкраща головна роль          | Емілі             | Номінація | [ 24 ] |
| 2022 | Премія британського незалежного кіно | Найкращий акторський склад     | Емілі             | Номінація | [ 24 ] |
| 2023 | Премія БАФТА у кіно                  | Висхідна зірка                 | Н/Д               | Перемога  | [ 25 ] |
| 2023 | National Film Awards UK              | Найкраща акторка               | Емілі             | Номінація | [ 26 ] |